# 奧斯卡最佳影片頒獎嘉賓
每年，奥斯卡最佳影片奖由一位或多位艺术家代表美国电影艺术与科学学院颁发。最佳影片传统上是年度颁奖典礼上颁发的最终奖项，因为该奖项代表了电影制作过程中所有元素的總成果。杰克·尼科尔森曾經八次颁发该奖项，是至今最多者，其次為奥黛丽·赫本和沃伦·比蒂，他们各颁发了四次。

## 頒獎者名单
| 屆別   | 颁奖日期       | 頒獎者                                         | 最佳影片                 |
| ------ | -------------- | ---------------------------------------------- | ------------------------ |
| 第1届  | 1929年5月16日  | 道格拉斯·費爾班克斯                            | 《铁翼雄风》             |
| 第2届  | 1930年4月3日   | 威廉·C·德米爾                                  | 《红伶秘史》             |
| 第3届  | 1930年11月5日  | 路易·B·梅耶                                    | 《西線無戰事》           |
| 第4届  | 1931年11月10日 | B·P·舒爾伯格                                   | 《壮志千秋》             |
| 第5届  | 1932年11月18日 | 威廉·萊伯龍                                    | 《大饭店》               |
| 第6届  | 1934年3月16日  | 威爾·羅傑斯                                    | 《气壮山河》             |
| 第7届  | 1935年2月27日  | 歐文·科布                                      | 《一夜風流》             |
| 第8届  | 1936年3月5日   | 哈里·考恩                                      | 《叛艦喋血記》           |
| 第9届  | 1937年3月4日   | 喬治·傑西爾                                    | 《歌舞大王齊格飛》       |
| 第10届 | 1938年3月10日  | 法蘭克·卡普拉                                  | 《左拉传》               |
| 第11届 | 1939年2月23日  | 詹姆斯·羅斯福                                  | 《浮生若夢》             |
| 第12届 | 1940年2月29日  | Y·弗兰克·弗里曼                                | 《乱世佳人》             |
| 第13届 | 1941年2月27日  | 茂文·李洛埃                                    | 《蝴蝶梦》               |
| 第14届 | 1942年2月26日  | 大卫·O·塞尔兹尼克                              | 《翡翠谷》               |
| 第15届 | 1943年3月4日   | 威廉·戈茨                                      | 《忠勇之家》             |
| 第16届 | 1944年3月2日   | 西德尼·富蘭克林                                | 《北非谍影》             |
| 第17届 | 1945年3月15日  | 哈爾·沃里斯                                    | 《与我同行》             |
| 第18届 | 1946年3月7日   | 艾瑞克·約翰遜                                  | 《失去的週末》           |
| 第19届 | 1947年3月13日  | 艾瑞克·約翰遜 (第2次)                          | 《黄金时代》             |
| 第20届 | 1948年3月20日  | 弗雷德里克·馬區                                | 《君子協定》             |
| 第21届 | 1949年3月24日  | 埃塞爾·巴里摩爾                                | 《王子復仇記》           |
| 第22届 | 1950年3月23日  | 詹姆斯·卡格尼                                  | 《当代奸雄》             |
| 第23届 | 1951年3月29日  | 拉尔夫·本奇                                    | 《彗星美人》             |
| 第24届 | 1952年3月20日  | 丹尼·凱伊                                      | 《花都舞影》             |
| 第25届 | 1953年3月19日  | 瑪麗·畢克馥                                    | 《戲中之王》             |
| 第26届 | 1954年3月25日  | 塞西爾·德米爾                                  | 《亂世忠魂》             |
| 第27届 | 1955年3月30日  | 巴迪·阿德勒                                    | 《岸上風雲》             |
| 第28届 | 1956年3月21日  | 奧黛麗·赫本                                    | 《馬蒂》                 |
| 第29届 | 1957年3月27日  | 珍妮·蓋諾                                      | 《环游世界八十天》       |
| 第30届 | 1958年3月26日  | 加里·库珀                                      | 《桂河大桥》             |
| 第31届 | 1959年4月6日   | 英格丽·褒曼                                    | 《金粉世界》             |
| 第32届 | 1960年4月4日   | 加里·库珀 (第2次)                              | 《賓漢》                 |
| 第33届 | 1961年4月17日  | 奧黛麗·赫本 (第2次)                            | 《公寓春光》             |
| 第34届 | 1962年4月9日   | 弗雷德·阿斯泰尔                                | 《西城故事》             |
| 第35届 | 1963年4月8日   | 奥利维娅·德哈维兰                              | 《阿拉伯的劳伦斯》       |
| 第36届 | 1964年4月13日  | 法蘭克·辛納屈                                  | 《風流劍客走天涯》       |
| 第37届 | 1965年4月5日   | 葛雷哥萊·畢克                                  | 《窈窕淑女》             |
| 第38届 | 1966年4月18日  | 杰克·莱蒙                                      | 《真善美》               |
| 第39届 | 1967年4月10日  | 奧黛麗·赫本 (第3次)                            | 《良相佐國》             |
| 第40届 | 1968年4月10日  | 茱莉·安德魯絲                                  | 《惡夜追緝令》           |
| 第41届 | 1969年4月14日  | 薛尼·鮑迪                                      | 《孤雛淚》               |
| 第42届 | 1970年4月7日   | 伊莉莎白·泰勒                                  | 《午夜牛郎》             |
| 第43届 | 1971年4月15日  | 史提夫·麥昆                                    | 《巴頓將軍》             |
| 第44届 | 1972年4月10日  | 傑克·尼克遜                                    | 《霹靂神探》             |
| 第45届 | 1973年3月27日  | 克林·伊斯威特                                  | 《教父》                 |
| 第46届 | 1974年4月2日   | 伊莉莎白·泰勒 (第2次)                          | 《刺激》                 |
| 第47届 | 1975年4月8日   | 華倫·比提                                      | 《教父2》                |
| 第48届 | 1976年3月29日  | 奧黛麗·赫本 (第4次)                            | 《飛越杜鵑窩》           |
| 第49届 | 1977年3月28日  | 傑克·尼克遜(第2次)                             | 《洛基》                 |
| 第50届 | 1978年4月3日   | 傑克·尼克遜(第3次)                             | 《安妮·霍尔》            |
| 第51届 | 1979年4月9日   | 約翰·韋恩                                      | 《越戰獵鹿人》           |
| 第52届 | 1980年4月14日  | 查尔顿·赫斯顿                                  | 《克拉瑪對克拉瑪》       |
| 第53届 | 1981年3月31日  | 莉蓮·吉許                                      | 《凡夫俗子》             |
| 第54届 | 1982年3月29日  | 洛麗泰·楊                                      | 《火戰車》               |
| 第55届 | 1983年4月11日  | 卡萝尔·伯内特                                  | 《甘地傳》               |
| 第56届 | 1984年4月9日   | 法蘭克·卡普拉 (第2次)                          | 《親密關係》             |
| 第57届 | 1985年3月25日  | 勞倫斯·奧立佛                                  | 《阿瑪迪斯》             |
| 第58届 | 1986年3月24日  | 约翰·休斯顿、黑泽明、比利·怀德                 | 《遠離非洲》             |
| 第59届 | 1987年3月30日  | 達斯汀·霍夫曼                                  | 《前進高棉》             |
| 第60届 | 1988年4月11日  | 艾迪·墨菲                                      | 《末代皇帝》             |
| 第61届 | 1989年3月29日  | 雪兒                                           | 《雨人》                 |
| 第62届 | 1990年3月26日  | 華倫·比提 (第2次) 和 傑克·尼克遜(第4次)        | 《溫馨接送情》           |
| 第63届 | 1991年3月25日  | 芭芭拉·史翠珊                                  | 《與狼共舞》             |
| 第64届 | 1992年3月30日  | 保羅·紐曼 和 伊莉莎白·泰勒 (第3次)             | 《沉默的羔羊》           |
| 第65届 | 1993年3月29日  | 傑克·尼克遜(第5次)                             | 《殺無赦》               |
| 第66届 | 1994年3月21日  | 哈里遜·福特                                    | 《辛德勒的名单》         |
| 第67届 | 1995年3月27日  | 勞勃·狄尼洛 和 艾尔·帕西诺                     | 《阿甘正传》             |
| 第68届 | 1996年3月25日  | 薛尼·鮑迪                                      | 《梅爾吉勃遜之英雄本色》 |
| 第69届 | 1997年3月24日  | 艾尔·帕西诺 (第2次)                            | 《英倫情人》             |
| 第70届 | 1998年3月23日  | 史恩·康納萊                                    | 《鐵達尼号》             |
| 第71届 | 1999年3月21日  | 哈里遜·福特 (第2次)                            | 《莎翁情史》             |
| 第72届 | 2000年3月26日  | 克林·伊斯威特 (第2次)                          | 《美國心玫瑰情》         |
| 第73届 | 2001年3月25日  | 邁克爾·道格拉斯                                | 《神鬼戰士》             |
| 第74届 | 2002年3月24日  | 汤姆·汉克斯                                    | 《美麗境界》             |
| 第75届 | 2003年3月23日  | 柯克·道格拉斯 和 邁克爾·道格拉斯 (第2次)       | 《芝加哥》               |
| 第76届 | 2004年2月29日  | 史蒂芬·史匹柏                                  | 《魔戒三部曲：王者再臨》 |
| 第77届 | 2005年2月27日  | 達斯汀·霍夫曼 (第2次) 和 芭芭拉·史翠珊 (第2次) | 《登峰造擊》             |
| 第78届 | 2006年3月5日   | 傑克·尼克遜(第6次)                             | 《衝擊效應》             |
| 第79届 | 2007年2月25日  | 黛安·基頓 和 傑克·尼克遜(第7次)                | 《神鬼無間》             |
| 第80届 | 2008年2月24日  | 丹泽尔·华盛顿                                  | 《險路勿近》             |
| 第81届 | 2009年2月22日  | 史蒂芬·史匹柏 (第2次)                          | 《貧民百萬富翁》         |
| 第82届 | 2010年3月7日   | 汤姆·汉克斯 (第2次)                            | 《危機倒數》             |
| 第83届 | 2011年2月27日  | 史蒂芬·史匹柏 (第3次)                          | 《王者之聲：宣戰時刻》   |
| 第84届 | 2012年2月26日  | 湯姆·克魯斯                                    | 《大艺术家》             |
| 第85届 | 2013年2月24日  | 米歇爾·奧巴馬 和 傑克·尼克遜(第8次)            | 《亞果出任務》           |
| 第86届 | 2014年3月2日   | 威爾·史密斯                                    | 《自由之心》             |
| 第87届 | 2015年2月22日  | 西恩·潘                                        | 《鳥人》                 |
| 第88届 | 2016年2月28日  | 摩根·費里曼                                    | 《驚爆焦點》             |
| 第89届 | 2017年2月26日  | 費·唐娜薇 和 華倫·比提 (第3次)                 | 《月光下的藍色男孩》     |
| 第90届 | 2018年3月4日   | 費·唐娜薇 (第2次) 和 華倫·比提 (第4次)         | 《水底情深》             |
| 第91届 | 2019年2月24日  | 茱莉亞·羅勃茲                                  | 《幸福綠皮書》           |
| 第92届 | 2020年2月9日   | 珍·芳達                                        | 《寄生上流》             |
| 第93届 | 2021年4月25日  | 麗塔·莫瑞諾                                    | 《游牧人生》             |
| 第93届 | 2022年3月27日  | Lady Gaga 和 麗莎·明內利                       | 《樂動心旋律》           |
| 第95届 | 2023年3月12日  | 哈里遜·福特 (第3次)                            | 《媽的多重宇宙》         |
| 第96届 | 2024年3月10日  | 艾尔·帕西诺 (第3次)                            | 《奧本海默》             |
| 第97届 | 2025年3月2日   | 比利·克里斯托和 梅格·瑞安                      | 《艾諾拉》               |